# Alaska – Die raue Eiswelt
Alaska – Die raue Eiswelt ist ein US-amerikanischer Dokumentarfilm aus dem Jahr 1997.

## Handlung
Der Film stellt die vielfältige Tierwelt Alaskas vor und beschreibt, wie die Tiere sich den klimatischen Bedingungen angepasst und weiterentwickelt haben.

## Auszeichnungen
1998 wurde der Film in der Kategorie Bester Dokumentar-Kurzfilm für den Oscar nominiert.
Mose Richardson gewann beim Columbus International Film & Video Festival die Bronzemedaille.
Tim Menton wurde für seine Arbeit im Video-Mastering mit dem International Monitor Award geehrt.

## Hintergrund
Sprecher in der Originalversion des im IMAX-Verfahren gedrehten Films war der Schauspieler Charlton Heston.